# 埼玉県道271号今泉東松山線

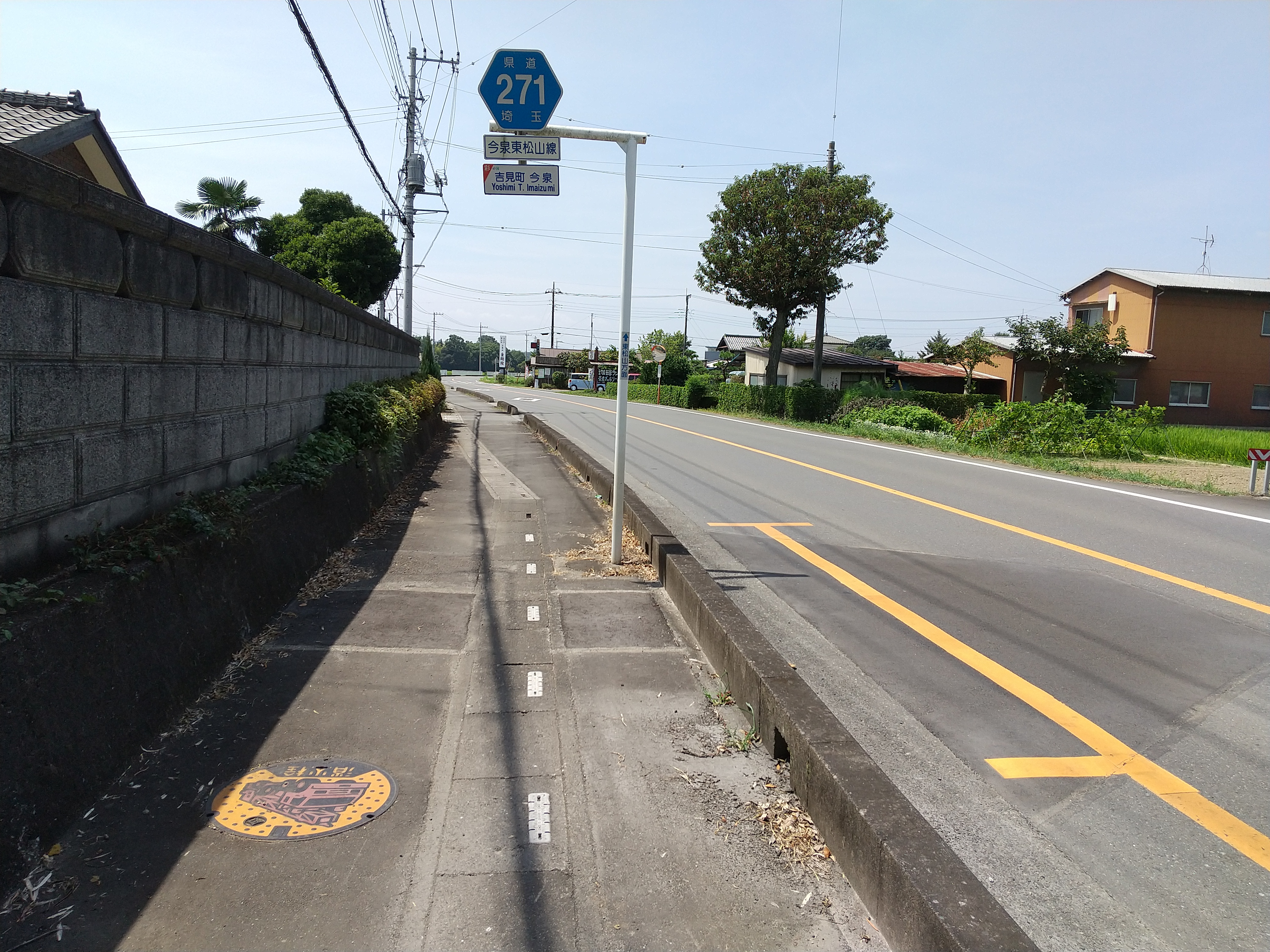
吉見町今泉付近

埼玉県道271今泉東松山線（さいたまけんどう271ごう いまいずみひがしまつやません）は、埼玉県比企郡吉見町から同県東松山市に至る都道府県道である。

## 路線概要
- 起点：埼玉県比企郡吉見町大字今泉（埼玉県道76号鴻巣川島線交点）
- 終点：埼玉県東松山市（国道407号交点）
- 総距離：5,540m

## 通過する自治体
- 埼玉県
  - 比企郡吉見町 - 東松山市

## 接続・交差する道路
- 埼玉県道76号鴻巣川島線・埼玉県道155号さいたま武蔵丘陵森林公園自転車道線（比企郡吉見町）
- 埼玉県道345号小八林久保田下青鳥線「広場入口」（比企郡吉見町上細谷）
- 国道407号「天神橋入口」（東松山市松山）

## 沿線
- 糠田橋
- 吉見総合運動公園
- フレサよしみ
- 吉見町立図書館
- 吉見町町民体育館
- 吉見町海洋センター
- 東松山警察署吉見交番
- 息障院（源範頼館跡）
- 吉見町武道館
- 吉見町立吉見中学校
- 安楽寺
- 百穴温泉
- 東京農業大学第三高等学校
- 東松山青年の家

## ギャラリー

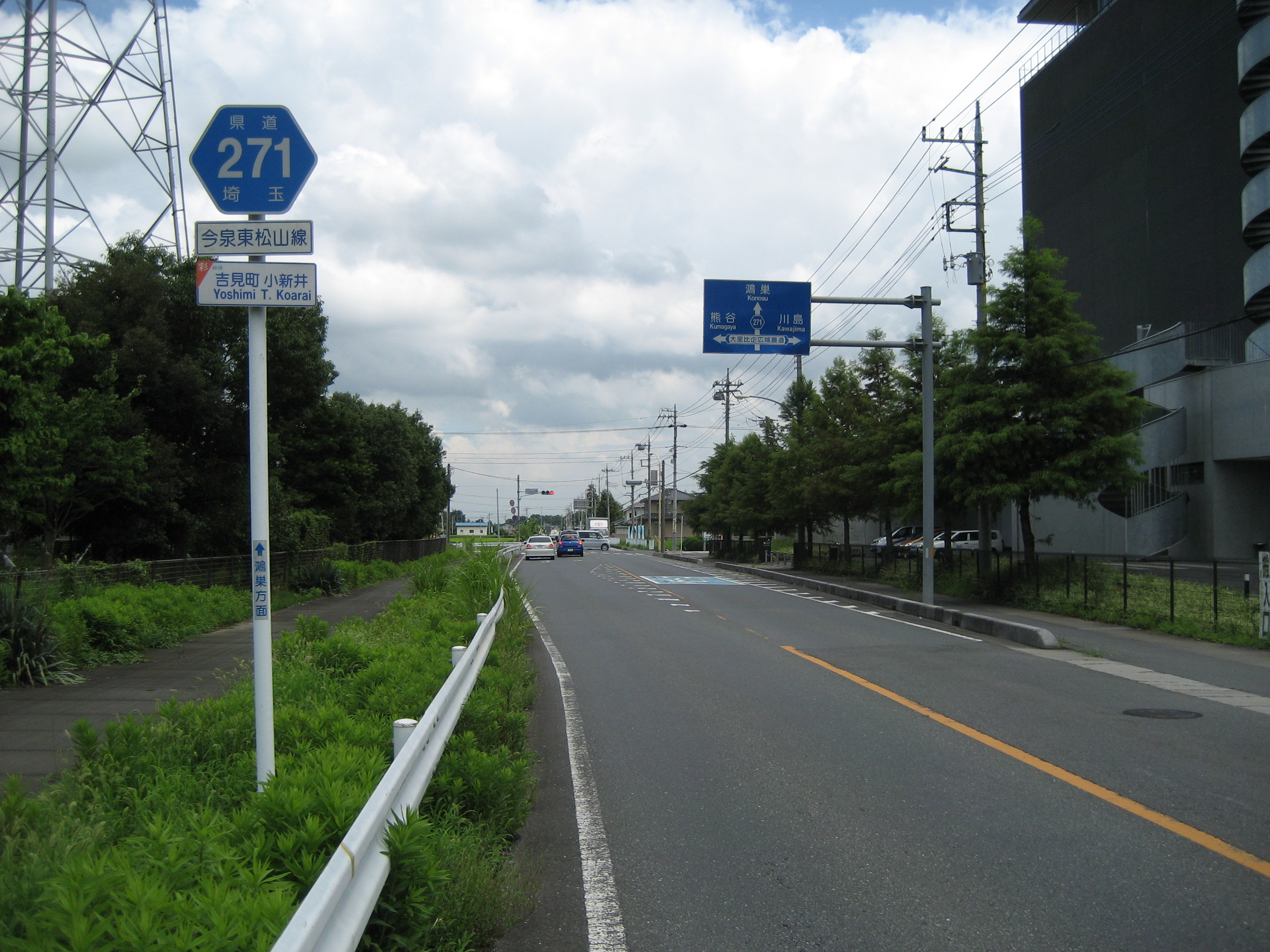
吉見町町民体育館付近
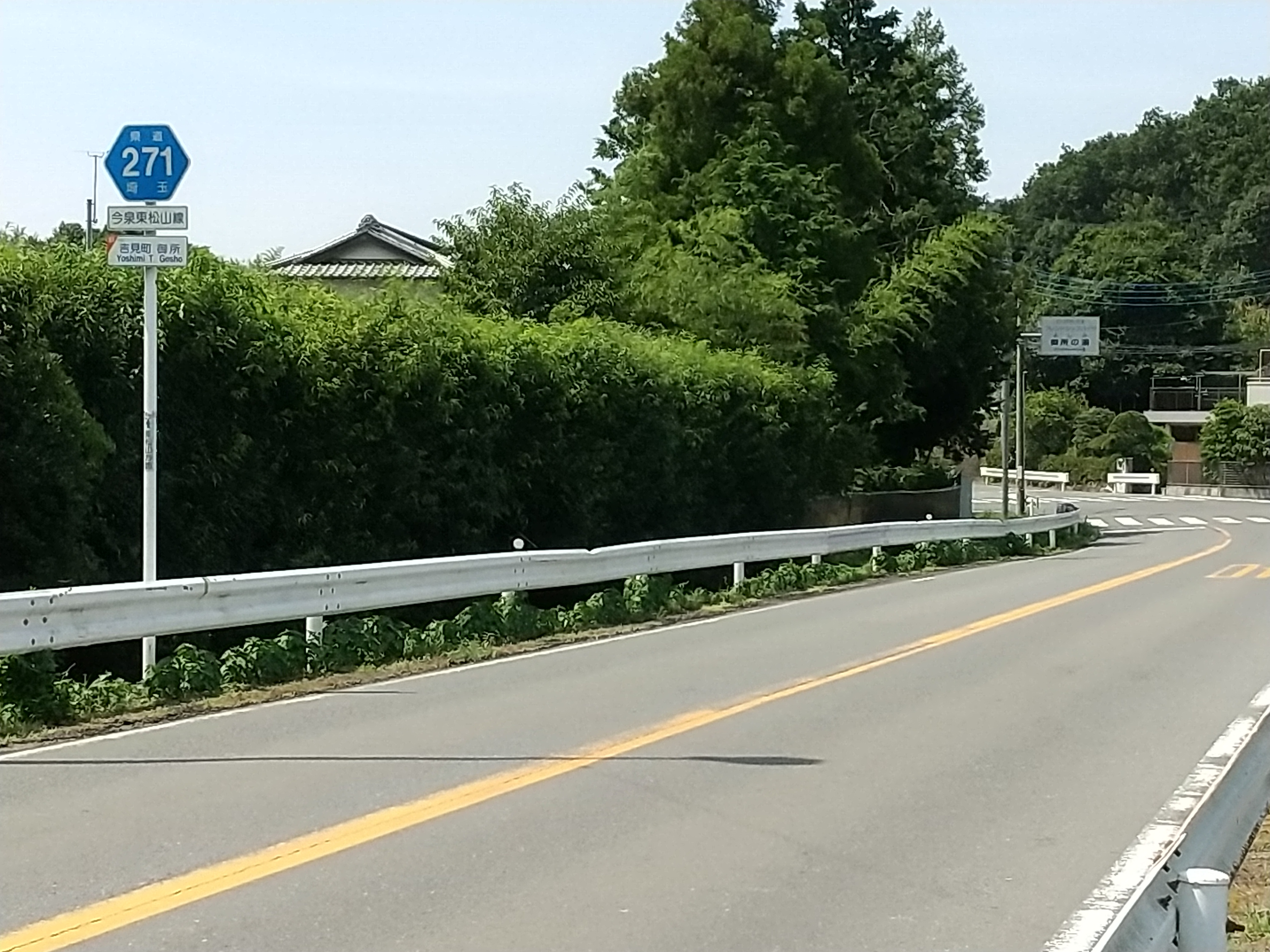
吉見町御所付近
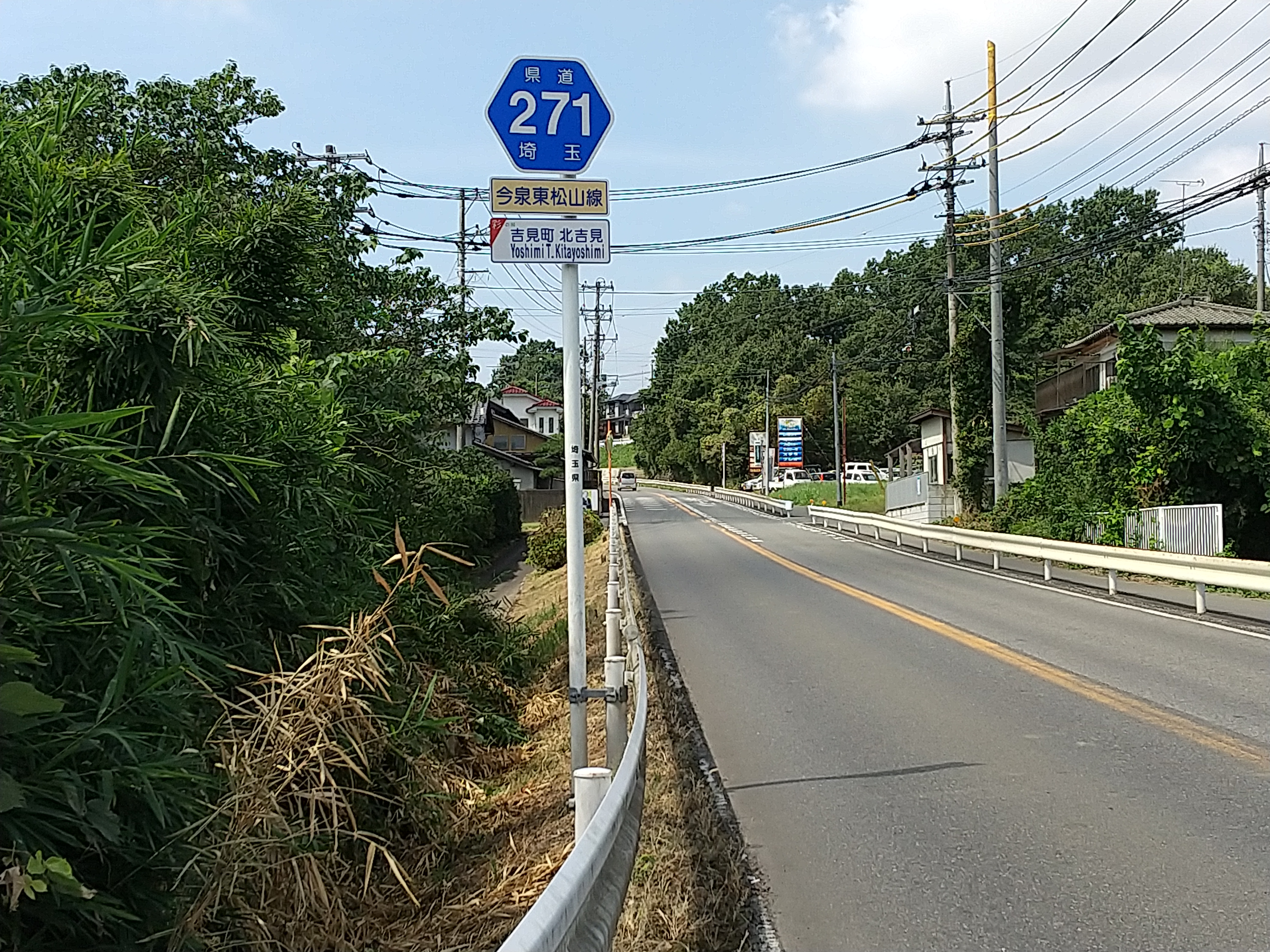
吉見町北吉見付近